# ارتاپنم
ارتاپنم(به انگلیسی: Ertapenem) یک آنتی بیوتیک از دسته کرباپنم‌ها است که توسط شرکت مرک اند کو. با عنوان Invanz به بازار عرضه شد.